# سی و ششمین جوایز برگزیده مردم
سی و ششمین دوره جوایز منتخب مردم، برای تجلیل از بهترین‌های فرهنگ عامه برای سال ۲۰۰۹، در ۶ ژانویه ۲۰۱۰ در تئاتر نوکیا در لس آنجلس، کالیفرنیا برگزار شد و از سی‌بی‌اس پخش شد. همه جوایز در طول نمایش پخش نشد، زیرا بسیاری از جوایز از جمله فیلم مورد علاقه کنار گذاشته شدند. جانی دپ علاوه بر بازیگر مورد علاقه، جایزه بازیگر/بازیگر دهه را نیز از آن خود کرد.

## نامزدها
برندگان به‌صورت درشت قرار گرفته‌اند.
| محبوبترین بازیگر مرد | محبوبترین بازیگر زن |
| --- | --- |
| - برد پیت - هیو جکمن - جانی دپ - رابرت پتینسون - رایان رینولدز | - ان هتوی - درو بریمور - جنیفر انیستون - کریستن استوارت - ساندرا بولاک                                                                   |
| محبوبترین ستارۀ اکشن | محبوبترین ستاره کمدی |
| - کریستین بیل - جرارد باتلر - هیو جکمن - شایا لباف - وین دیزل | - آدام سندلر - بن استیلر - جیم کری - رایان رینولدز - وینس وان                                                                            |
| Favorite Breakout Movie Actress | Favorite Breakout Movie Actor |
| - آنا کندریک - امیلی آسمنت - جنیفر گودوین - مایلی سایرس - زوئی سالدانیا | - کریس پاین - جوزف گوردون لویت - سم ورثینگتون - تیلور لاتنر - زکری کینتو                                                                 |
| Favorite On-Screen Team | Favorite Independent Movie |
| - دنیل ردکلیف، اما واتسون، & روپرت گرینت، هری پاتر و شاهزاده دورگه (فیلم) - رایان رینولدز & ساندرا بولاک، خواستگاری (فیلم ۲۰۰۹) - شایا لباف & مگان فاکس، تبدیل‌شوندگان: انتقام فالن - کریستن استوارت، رابرت پتینسون، & تیلور لاتنر، گرگ‌ومیش & گرگ‌ومیش: ماه نو - دنیل هنی، دامینیک مانهن، هیو جکمن، لیو شرایبر، رایان رینولدز، & ویل.آی.ام، خاستگاه مردان ایکس: ولورین | - ۵۰۰ روز سامر - منطقه ۹ - حرامزاده‌های لعنتی - فعالیت فراطبیعی - مدیا به زندان می‌رود                                                     |
| Favorite Comedy Movie | Favorite Movie |
| - دوباره ۱۷ - جنگ عروس‌ها - خماری (فیلم ۲۰۰۹) - با تو حال نمی‌کند (فیلم) - خواستگاری (فیلم ۲۰۰۹) | - خماری (فیلم ۲۰۰۹) - هری پاتر و شاهزاده دورگه (فیلم) - خواستگاری (فیلم ۲۰۰۹) - پیشتازان فضا (فیلم) - گرگ‌ومیش (فیلم ۲۰۰۸)                |
| Favorite TV Drama | Favorite TV Comedy |
| - سی‌اس‌آی - آناتومی گری (مجموعه تلویزیونی) - دکتر هاوس - لاست - ان‌سی‌آی‌اس | - تئوری بیگ بنگ - کدبانوهای وامانده - آشنایی با مادر - اداره (مجموعه تلویزیونی آمریکایی) - دو مرد و نصفی                                 |
| Favorite TV Drama Actor | Favorite TV Drama Actress |
| - هیو لوری - کیفر ساترلند - مارک هارمون - متیو فاکس - پاتریک دمپسی | - آنا پاکوین - بلیک لایولی - جنیفر لاو هیویت - کاترین هایگل - ماریشکا هارگیتی                                                            |
| Favorite TV Comedy Actor | Favorite TV Comedy Actress |
| - الک بالدوین - چارلی شین - جیم پارسونز - نیل پاتریک هریس - استیو کرل | - آلیسون هانیگان - آمریکا فررا - ایمی پولر - اوا لونگوریا - تینا فی                                                                      |
| Favorite TV Obsession | Favorite Competition Show |
| - دکستر - دختر سخن‌چین - The Hills - زندگی مخفی نوجوان آمریکایی - خون حقیقی | - امریکن آیدل - رقص با ستارگان - پروژه مد - So You Think You Can Dance - Survivor: Samoa                                                 |
| Favorite New TV Drama | Favorite New TV Comedy |
| - فلش فوروارد - همسر خوب - ان‌سی‌آی‌اس: لس آنجلس - وی (مجموعه تلویزیونی) - خاطرات خون‌آشام | - Accidentally on Purpose - کلیولند شو - کوگار تاون - گلی (مجموعه تلویزیونی) - خانواده امروزی                                            |
| Favorite Animal Show | Favorite Male Artist |
| - Animal Cops - Dog Whisperer - DogTown - It's Me or The Dog - Rescue Ink Unleashed | - امینم - جیسون مراز - جان میر - کیث اربن - تیم مک‌گرا                                                                                    |
| Favorite Female Artist | Favorite Country Artist |
| - بیانسه - بریتنی اسپیرز - کری آندروود - پینک (خواننده) - تیلور سوئیفت | - برد پیزلی - کری آندروود - کیث اربن - راسکال فلتز - تیلور سوئیفت                                                                        |
| Favorite Breakout Music Artist | Favorite Rock Band |
| - آدام لمبرت - دمی لواتو - کریس آلن - لیدی گاگا - سوزان بویل | - Daughtry - گرین دی - کینگز آو لئون - میوز (گروه موسیقی) - پرامور                                                                       |
| Favorite Music Collaboration | Favorite R&B Artist |
| - "Good Girls Go Bad" by Cobra Starship & لیتون میستر - "I'm on a Boat" by د لنلی آیلند & تی-پین - "زندگی خودت را بکن" by تی.آی. & ریانا - "خوش‌شانس (ترانه جیسون مراز)" by جیسون مراز & کلبی کایلات - "Run This Town" by جی-زی، ریانا، & کانیه وست | - آلیشا کیز - بیانسه - جنیفر هادسن - ماریا کری - آشر                                                                                     |
| Favorite Pop Artist | Favorite Hip-Hop Artist |
| - بلک آید پیز - بریتنی اسپیرز - کیتی پری - لیدی گاگا - تیلور سوئیفت | - امینم - فلو رایدا - جی-زی - لیل وین - تی.آی.                                                                                           |
| Favorite Franchise | Favorite Family Movie |
| - هری پاتر - پیشتازان فضا - Transformers - گرگ‌ومیش - مردان ایکس (کمیک) | - هانا مونتانا: فیلم - عصر یخبندان: ظهور دایناسورها - شب در موزه: نبرد اسمیتسونین - بالا (فیلم ۲۰۰۹) - جایی که موجودات وحشی هستند (فیلم) |
| Favorite Sci-Fi/Fantasy Show | Favorite Talk Show |
| - قهرمان‌ها (مجموعه تلویزیونی) - لاست - سوپرنچرال - خون حقیقی - خاطرات خون‌آشام | - Chelsea Lately - شوی الن دی‌جنرس - Live with Regis and Kelly - شوی اپرا - شوی تایرا بنکس                                                |
| Favorite Web Celeb | |
| - اندی سمبرگ - اشتون کوچر - مایلی سایرس - شان کامز - ویل فرل | |